# Verbatim (Zeitschrift)
Verbatim, übersetzt „wörtlich“, war eine englischsprachige Zeitschrift.
Ihre Beiträge sollten unterhaltend Sprachwissenschaft auch für den Laien vermitteln. Nach der Gründung 1974 gab erst Laurence Urdang die Vierteljahrsschrift heraus, später bis zur Einstellung 2008 Erin McKean. Während dieser Zeit wechselte der Sitz der Zeitschrift zwischen verschiedenen Orten in den Vereinigten Staaten von Amerika.

## Ausrichtung
Verbatim diente der Thematisierung sprachwissenschaftliche Themen für eine breite Leserschaft. Die sich primär auf die englischen Sprache beziehende Zeitschrift hatten den Anspruch sowohl informierend als auch unterhaltend zu sein. So wurde sie rückblickend als ein „Amalgam von wissenschaftlichem Schreiben und populären Abhandlungen“ („amalgam of scholarly writing and popular treatments“) beschrieben.
Schreibende sollten daher laut Angaben von 1990 Texte nicht „akademisch oder pädagogisch im Ton“ („academic or pedagogical in tone“) verfassen. Deren Bezahlung je Text bewegte sich, so ein britisches Verzeichnis von 1999, im Bereich von 20 bis 300 £ (wären 2025 inflationsbereinigt ca. 37 bis 550 £ ≙ 44 bis 660 €) und orientierte sich u. a. an der Länge. Diese betrug durchschnittlich 1200 Wörter pro Artikel (Stand 1990).
Während der 1980er und 90er enthielten die Ausgabe, neben einer ähnlichen Anzahl von Artikel, rund fünf, sechs Buchrezensionen. Eine Untersuchung von 1985, die Rezensionen über Wörterbücher behandelte, beschrieb auch die in Verbatim. Sie kam zum Schluss, dass die Rezensionen im Vergleich einen großen Umfang und die Rezensierenden eine sichere Expertise aufgewiesen hätten. In den Artikeln wurden verschiedene Sprachthemen behandelt. Die jeweilig ersten Artikeln der Ausgaben waren so u. a. Untersuchungen zur (amerikanisch-)juristischen Betrachtung des Wortes Fuck, zum historischen Einfluss von Übersetzungen beispielsweise in das Lateinische in der Alchemie und zu Namen in der Sprache isiXhosa. Daneben ergänzten Kreuzworträtsel, Leserbriefe und eine Übersicht verschiedener „sic!“, also beispielsweise Rechtschreibfehler, die Zeitschrift.

## Geschichte
Der Linguist Laurence Urdang (1927–2008) gründete die Zeitschrift im Jahr 1974. Die Geschichte war begleitet von mehreren Ortswechseln. Die ersten Ausgaben wurden von Essex, spätere von Indianapolis, Louisville (Kentucky) und Chicago aus in den Vereinigten Staaten vertrieben. Die Zweigstelle im Vereinigten Königreich befand sich in Aylesbury.
Mit dem anfänglichen Sitz in Essex (Connecticut) arbeitete der ehemalige Professor, der vorher an der New York University tätig war, erst von zu Hause. Dazu betrieb er einen Buchverlag gleichen Namens. Schon 1975 zog Verbatim in ein rotes Backsteingebäude an der Main Street ein. Die vierteljährlichen Ausgaben wuchsen von einstelligen Seitenzahlen auf um die 20 Seiten Anfang der 1980er Jahre. So auch die Auflage von 80 Exemplaren auf niedrige fünfstellige Werte, wie 17.000 oder 20.000. Bis zum Jahr 1990 ging sie auf 9000 zurück.
Mit der letzten Ausgabe des Jahres 1997 kündigte Urdang einen Eigentümerwechsel an; die neue Herausgeberin wurde Erin McKean, neuer Eigentümer Warren Gilson (1918/17–2003) von der Non-Profit-Organisation Word, Inc. Auch nach Gilsons Tod gab McKean die Zeitschrift bis 2008 heraus.

## Rezeption
Unter den Lesenden befanden sich Clare Boothe Luce, Stephen Sondheim und William Safire. Beispielsweise bedankte sich 1979, fünf Jahre nach der Gründung, auch der damalige Redakteur der New Library World Clive Bingley für die Information aus einer Ausgabe von 1977 über die Einheit milli-helen. Sie ist als die Schönheit definiert, die es braucht ein Schiff zu mobilisieren.
William Safire schrieb 1981, in einer Auflistung für Klappentexte („Blurb time“), Verbatim sei „das letzte Wort der linguistischen Newsletter“ („The last word in linguistic newsletters“, „last word“ wird im Englischen auch als Synonym für „Non plus ultra“ verwendet) sowie „erfreulich und unterhaltsam“ („delightful and fun“). Laut dem Bibliothekswissenschaftler Kenneth Kister war dies 1992 weiterhin gültig. Safire empfahl die Zeitschrift auch in den Jahren 1978, 84, 85 und 2004.
Auch die gesammelten Artikel fanden Beachtung. Zu einem 2001 veröffentlichten Buch mit den „greatest hits“ der Zeitschrift schrieb die Linguistin Lynne Murphy 2003, es sei eine „vielfältige Mischung“, kritisierte aber, dass im Buch die Daten der Erstausgaben der Artikel fehlten. Außerdem bemerkte sie, dass bei den Beitragenden der „Amateur/professionelle Status“ („amateur/professional status“) nicht erkennbar sei. So seien zwar die akademischen Grade aus der Medizin gekennzeichnet, solche aus der Sprachwissenschaft aber nicht.

## Belege
1. 1 2 3 4 5  Budd: Language Is Work And Play For Editor. 1982, Teil 11, S. 21.
2. 1 2 3  Centing: Periodicals for College Libaries. 1983, S. 52.
3. 1 2  Indiana State University (Hrsg.): The Laurence Urdang Archive. In: Special Collections – Cunningham Memorial – Library Indiana State University. 2010, abgerufen am 25. April 2020, S. 2.
4. 1 2 3 4  Lawrence L. Lee, Ellwood Johnson: A Directory of Scholarly Journals in English Language and Literature. Whitston, 1990, ISBN 0-87875-401-6, S. 144 (google.de).
5. ↑  Barry Turner (Hrsg.): The Writer’s Handbook 2000. Macmillan, 1999, ISBN 0-333-725751, S. 321 (google.de).
6. ↑  Roger Jacob Steiner: Reviews of Dictionaries in Learned Journals in the United States. In: Lexicographica. Band 9, Nr. 1, Januar 1985, doi:10.1515/9783110244137.158, 4. The Journals Dictionaries and Verbatim, S. 170 ff.
7. ↑  Steven R. Finz: The New Profanity. In: Verbatim. Band 25, Nr. 4, Herbst 2000, S. 1–6 (verbatimmag.com).
8. ↑  Rob Schleifer: Alchemical Calques or the Transmutation of Language. In: Verbatim. Band 29, Nr. 2, Sommer 2004, S. 1–4 (verbatimmag.com).
9. ↑  Bertie Neethling: Name Choices among the Xhosa of South Africa. In: Verbatim. Band 29, Nr. 4, Winter 2004, S. 1–6 (verbatimmag.com).
10. ↑  Für die Überschrift „sic!“ Vgl. u. a. Band 24, Nr. 4, 1999, S. 10 (verbatimmag.com). Band 29, Nr. 4, 2004, S. 11 (verbatimmag.com).
11. 1 2  Verbatim. In: Library of Congress Catalog. Abgerufen am 27. April 2020.
12. 1 2  General Information. In: verbatimmag.com. Abgerufen am 27. April 2020.
13. ↑  A Letter From Laurence Urdang to Former Subscribers. In: verbatimmag.com. Abgerufen am 25. April 2020.
14. ↑  EURALEX Newsletter. In: International Journal of Lexicography. Band 11, Nr. 2, Juni 1998, doi:10.1093/ijl/11.2.168, S. 1.
15. ↑  In Memoriam. In: Verbatim. Band 28, Nr. 1, Winter 2003, S. 31 (verbatimmag.com).
16. ↑  Clive Bingley: Personal column. In: New Library World. Band 78, Nr. 6, September 1979, doi:10.1108/eb038353, S. 114.
17. ↑  William Safire: Woodshed Blues Kimble Mead. In: The New York Times Magazine. 13. September 1981, S. 16 (nytimes.com).
18. ↑  Kenneth F. Kister: Kister’s best dictionaries for adults & young people. Oryx, 1992, ISBN 0-89774-191-9, S. 391 (google.com)
19. ↑  William Safire: Conservalib Christmas List. In: The New York Times. 14. Dezember 1978, Teil A, S. 31 (nytimes.com).
20. ↑  William Safire: The Linear Camel. In: The New York Times Magazine. 9. Dezember 1984, Teil 6, S. 18 (nytimes.com).
21. ↑  William Safire: Dishing the Full Plate. In: The New York Times Magazine. 15. Dezember 1985, Teil 6, S. 12 (nytimes.com).
22. ↑  William Safire: Groupthink. In: The New York Times Magazine. 8. August 2004, abgerufen am 25. April 2020.
23. ↑  Murphy: Verbatim. 2003, S. 660 f.